# Oesede (Meteorit)
Koordinaten: 52° 17′ 0″ N, 8° 3′ 0″ O
Der Meteorit Oesede ist am 30. Dezember 1927 nahe dem Kloster Oesede in der heutigen niedersächsischen Stadt Georgsmarienhütte im Landkreis Osnabrück niedergegangen.

## Einschlag und Fund
Zeuge des Falls wurde ein Waldarbeiter, der gegen Mittag ein lautes Sausen und dann ein Aufschlaggeräusch vernahm. Etwa 30 Meter von ihm wirbelte eine Staubwolke auf. Am Einschlagsort wurde ein halb in den gefrorenen Boden eingedrungener etwa 3,6 kg schwerer, schwarzer Stein gefunden (Koordinaten (WGS84): 52° 12' 16'' N 8° 6' 33'' E / Koordinaten (dezimal): 52.20463,8.10930). Der Stein wurde in dem nahe gelegenen Stahlwerk, der Georgsmarienhütte analysiert. Der Meteorit wurde hier zerschlagen und ein großer Teil für die Untersuchungen verbraucht.

## Klassifikation
Oesede wurde schon 1929 als ein Gewöhnlicher Chondrit der Klasse H 5 (für High iron) charakterisiert (Busz, 1929). Die Untersuchung eines Teilstückes des 3,6 kg schweren Meteoriten ergab einen Gehalt von 28 % Nickeleisen mit einem Eisen-Nickel-Verhältnis von 9:1. Eine genauere Untersuchung wurde 2009 vom Institut für Geowissenschaften der Universität Kiel an Dünnschnitten des Fundstückes, das im Institut für Planetologie der Universität Münster (Oesede PL08006) archiviert wird, veröffentlicht (Bartoschewitz et al., 2009). Der Meteorit Oesede zeigt eine rekristallisierte transparente Matrix mit scharf ausgebildeten Chondren und Chondrenfragmenten. Der Olivin weist 18,5 % Fayalit, 0,03 % CaO und 0,05 % Cr2O3 auf. Der Feldspat bildet 2 bis 100 Mikrometer messende, zum Teil isotrope Körner. Kamacit enthält 3,7 – 8,2 % Nickel und 0,6 – 0,9 % Cobalt während Taenit 15 – 23 % Nickel und 0,6 – 0,9 % Cobalt aufweist. Der Troilit enthält unter 0,1 % Nickel und bis 0,1 % Cobalt. Chromit gehört zu den akzessorischen Mineralien. Oesede ist einer von acht anerkannten niedersächsischen Meteoriten und einer von 14 deutschen H-Chondroiten, die seit 1785 geborgen wurden.

## Noch erhaltene Stücke
Nach Begutachtung in der Georgsmarienhütte gelang es dem Osnabrücker Geologen Friedrich Imeyer (1893–1965), Oberstudienrat am Gymnasium für Mädchen, vier größere Bruchstücke des Chondriten mit einem Gewicht von zusammen 1302 g sowie weitere Fragmente von etwa 100 g zu erhalten. Zwei der größeren Stücke, die an die von Imeyer geleitete Sammlung des Naturwissenschaftlichen Vereins im Museum der Stadt Osnabrück gingen, sind im Zweiten Weltkrieg verschollen. Die zwei anderen großen Bruchstücke von zusammen 727 g konnte das Mineralogische Museum Münster erwerben (Busz, 1929). Ein erhaltenes Fragment von 401,1 g stellt gegenwärtig die Hauptmasse des Meteoriten dar (Gehler & Reich, 2015). Weitere 0,06 g befinden sich im Fundus der Meteoritensammlung am Centrum für Naturkunde der Universität Hamburg. Fritz Heide (1988) berichtet von einem zusätzlichen Fragment von 100 g in Bonn.